# Egyiptomi farkas
Az egyiptomi farkas (Canis anthus lupaster), az afrikai farkas (Canis anthus) egyik alfaja.

## Rendszertani besorolása
Az egyiptomi farkasnak a rendszertani besorolása sokáig vitatott és bizonytalan volt. Leghamarabb egy külön fajnak, az egyiptomi sakálnak vélték, utána sokáig az aranysakál egyik alfajának tartották; későbbi kutatások után több jelét mutatta, hogy inkább farkas, emiatt a szürke farkas alfajaként képzelték el. Azonban a 2015-ös mitokondriális DNS vizsgálat után, melynek következtében az aranysakált és az afrikai farkast külön választották, az egyiptomi farkas ez utóbbi alfajaként lett besorolva.

## Előfordulása
Neve ellenére az egyiptomi farkas nemcsak Egyiptomban található meg, hanem a Szahara több részén is előfordul. Például Algériában a Földközi-tenger partjain és a tölgy- és fenyőerdőkben, valamint kultúrtájakon él, míg Szenegálban a trópusi és félsivatagos területeket kedveli. Maliban a hegyvidékeket részesíti előnyben. A Száhil öv szavannáin is megtalálható. A nevét adó Egyiptomban a nagyarányú üldözése és irtása miatt mára a kihalással közvetlenül veszélyeztetett alfajjá vált.

## Megjelenése
A törzsalfajhoz képest, az egyiptomi farkas erőteljesebb testfelépítésű; szélesebb fejjel, vastagabb bundával, hosszabb lábakkal, kerekebb fülekkel és rövidebb farokkal. A bunda színe is sötétebb; a melltájékon fehér folt látható.

## Életmódja
Mint minden kutyaféle, ragadozó életmódot folytat, ami az emberre nézve kártevőnek számít; hiszen a helybéli pásztoroktól el-elrabolja a kecskéket, birkákat és bárányokat, néha halálosan megsebesíti a szarvasmarhákat is. Magányosabb, azonban erősebb mint a törzsalfaj, emiatt a dögöknél elsőbbséget élvez.

## Fordítás
- Ez a szócikk részben vagy egészben  az   Egyptian wolf című angol Wikipédia-szócikk ezen változatának fordításán alapul.  Az eredeti cikk szerkesztőit annak laptörténete sorolja fel. Ez a jelzés csupán a megfogalmazás eredetét és a szerzői jogokat jelzi, nem szolgál a cikkben szereplő információk forrásmegjelöléseként.